# Księga Almy
Księga Almy [Alma] (ang. Book of Alma) – w religii mormońskiej jedna z ksiąg wchodzących w skład Księgi Mormona.
Tytuł księgi nawiązuje do Almy Młodszego, pierwszego naczelnego sędziego nad ludem Nefiego.

## Autorstwo i czas powstania
Mormonizm za autora księgi uznaje Mormona, który miał ją napisać między 45 r. n.e. a 385 r. n.e. Księga ma być skróconą wersją oryginalnych tekstów, powstałych między 91 r. p.n.e. a 52 r. p.n.e.

## Treść

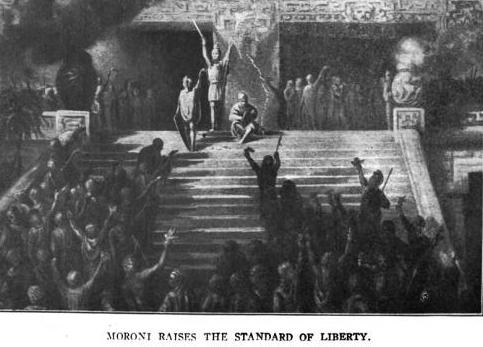
Ilustracja George’a M. Ottingera z powieści Cities in the Sun (1910) pióra Elizabeth Rachel Cannon, przedstawiająca scenę z księgi Almy: kapitana Moroniego, wznoszącego hasło wolności.

Księga opisuje okres panowania sędziów, wojen i sporów pośród ludu Nefitów i Lamanitów.